# Gomes Gonçalves
Gomes Gonçalves (em castelhano: Gómez González; c. 1067 — Fresno de Cantespino, 26 de outubro de 1110) conhecido como o Conde de Candespina por ter morrido naquela batalha, foi um castelhano membro da mais alta nobreza.

## Antepassados
Foi filho do conde Gonçalo Salvadores, tenente em La Bureba e de sua segunda esposa a condesa Sancha Sanches. Seus avós paternos foram Salvador Gonçalves e sua esposa Muniadona e os avós maternos, Sancho Macerátiz, tenente em Montes de Oca, provavelmente da casa real de Pamplona, e sua mulher Andregoto.

## Biografia
Foi nomeado alferes do rei Afonso VI de Leão em 1092, cargo que ocupou até 1098 o 1099 e governou várias tenências em datas diferentes a partir do ano 1087: O Bureba, Viesgo, Astúrias, Mena, Pancorbo, Cerezo de Río Tirón, Peralada e Poza de la Sal e em 1075 figura pela primeira vez com a dignidade condal.
Com a morte de Afonso VI de Leão e Castela em 1109 e antes do casamento com Afonso I de Aragão, o conde Gomes tinha sido um dos candidatos para casar com a rainha Urraca I de Leão e Castela. Esta união foi apoiada pela nobreza castelhana embora o rei  Alfonso VI, e em seu leito de morte ordenou que Urraca herdasse o tronou e se concordou suo compromisso com o rei de  Aragão.
Sua última aparição na documentação foi em 15 de outubro de 1110 e poucos dias depois morreu lutando na Batalha de Candespina defendendo os interesses da rainha Urraca e em contra seu marido o rei de Aragão.

## Matrimonio e descendência
Casou com Urraca Munhoz, filha de Munio Gonçalves e de Maior Rodrigues, e irmã do conde Rodrigo Munhoz. Urraca, depois de enviuvar, casou com o conde Bertrando de Risnel. Os filhos deste casamento foram:
- Rodrigo Gomes, conde em Bureba.[8][9] Em 1126 confirma um documento chamando-se filius comitis Gonzalviz Gomez et filius comitisse Urrache Moniuz. Casou com a condessa Elvira Ramires filha do conde Ramiro Sanches de Pamplona e de Cristina Rodrigues, filha de Rodrigo Diaz "o Campeador".
- Diego Gomes, fundador do Mosteiro Santa Maria de La Vid e seu primeiro abade, morreu antes de 19 de dezembro de 1135, quando seus irmãos Rodrigo, Sancha, e Estefânia, fazem uma doação ao Mosteiro São Salvador de Ona em sufrágio pela alma de seu irmão Diego.
- Estefânia Gomes.[9]
- Sancha Gomes [9]
- Gonçalo Gomes,[9] que confirma no Mosteiro de San Millán de Suso em 1114 chamado Gonzalvo Gomez, filius comitis e foi possivelmente o pai de Gomes Gonçalves de Manzanedo embora esta filiação não está confirmada na documentação.